# Фартушный, Владимир Григорьевич
Владимир Григорьевич Фартушный (3 февраля 1938, Симферополь, Крымская АССР, РСФСР — 16 апреля 2018) — космонавт-исследователь ЦКБЭМ.

## Биография
Родился 3 февраля 1938 года в Симферополе в Крымской АССР в семье комиссара партизанского отряда, офицера ВМФ и участника Великой Отечественной войны Фартушного Григория Лаврентьевича и учительницы Фартушной Нины Андреевны. Учился в Симферопольской мужской средней школе № 14, которую окончил в 1955 году и поступил в Киевский политехнический институт. Окончив институт в 1960 году по специальности «Оборудование и технология сварочного производства», получил диплом инженера-механика. С 1960 года в разных должностях работал в «Институте электросварки АН УССР».
Учился в аспирантуре при Институте электросварки имени Е. О. Патона, в апреле 1966 года защитил диссертацию и получил степень кандидата технических наук.

### Космическая подготовка
Владимир Григорьевич вошёл в список специалистов Института электросварки имени Е. О. Патона, которые были одобрены для проведения экспериментов на орбите по программе «Звезда». Для того, чтобы получить разрешение к полетам на невесомость, весной 1965 года он проходил парашютную подготовку в Лётно-исследовательском институте имени М. М. Громова. Он успешно прошёл предварительную медкомиссию в Институте медико-биологических проблем в июле 1965 года, а в мае 1966 года уже прошёл окончательную медкомиссию. После этого был направлен в профилакторий ОКБ-1, где проходил физическую подготовку. В декабре 1967 года он прошёл медицинское обследование в Центральном научно-исследовательском авиационном госпитале и получил допуск к специальным тренировкам.
Согласно решению Межведомственной специальной комиссии 24 мая 1968 года он был направлен в ЦКБЭМ для подготовки к космическому полету. 27 мая 1968 года он был включён в первую группу космонавтов-испытателей из 11 человек в ЦКБЭМ. 3 сентября 1968 года был назначен космонавтом-исследователем Института электросварки имени Е. О. Патона.
С мая 1969 года совместно с Валерием Александровичем Яздовским и Виктором Ивановичем Пацаевым проходил подготовку в Центре подготовки космонавтов имени Ю. А. Гагарина.
С ноября 1969 по май 1970 года готовился совместно с Алексеем Александрович Губаревым к космическим полётам на кораблях типа «Союз» (по программе «Контакт») в качестве бортинженера. 3 июня 1971 года из-за травм был отстранен от подготовки.
6 апреля 1973 года освобожден от должности космонавта-исследователя.

### Профессиональная деятельность после космической подготовки
2 января 1980 года был назначен директором Всесоюзного проектно-конструкторского института сварочного производства (ВИСП) Министерства станкостроительной и индустриальной промышленности СССР.
3 августа 1982 года — первый заместитель генерального директора и научный руководитель НПО «ВИСП».
12 марта 1992 года — директор Украинского конструкторско-технологического института сварочного производства (бывшее НПО «ВИСП»).
19 августа 1993 года — директор арендного предприятия «УкрIЗВ».
22 ноября 1996 года — генеральный директор (глава правления) ОАО «УкрIЗВ» (ОАО «Украинский конструкторско-технологический институт сварочного производства»).
С 3 февраля 1998 года на пенсии, но всё так же оставался в должности генерального директора ОАО «Украинский конструкторско-технологический институт сварочного производства».
С 1998 года — заместитель главного редактора журнала «Сварщик».
С 1995 по 1997 год — член Межгосударственного совета по сварке и родственным технологиям.
С 1995 года — президент Общества сварщиков Украины.
С 1999 года — академик Украинской академии Наук.
Автор более 80 научных работ и изобретений.

## Награды
- Медаль «В ознаменование 100-летия со дня рождения Владимира Ильича Ленина» (1970)
- Медаль «Ветеран труда» (1983)
- Медаль «В память 1500-летия Киева» (1982)

## Смерть
Умер 16 апреля 2018 года.